# Nationalpark Llullaillaco
Der Nationalpark Llullaillaco ist ein 2687 km² großer chilenischer Nationalpark in der Región de Antofagasta. Er liegt 275 km südöstlich der Stadt Antofagasta an der argentinischen Grenze in den Anden und ist nach dem Llullaillaco benannt, dem dritthöchsten Vulkan der Erde, und wird von der Corporación Nacional Forestal unterhalten.

## Geografie
Der Park liegt in der Höhenstufe Puna der Anden und wird im Westen begrenzt von der Cordillera Domeyko, die ihn von der Atacamawüste trennt. Er wird umgeben von den Salaren Punta Negra, Aguas Calientes und dem Salar de Pajonales.
Die Höhenlage schwankt zwischen 3500 und 6739 m.
Bemerkenswert ist in der Nähe die Laguna de la Azufrera zu Füßen des Vulkans Lastarria.
Im Osten grenzt der Park an Argentinien, der höchste Gipfel ist der Llullaillaco (6739 m). Der ganze östliche Teil ist sehr gebirgig mit Gipfeln wie dem Cerro Guanaqueros (5131 m), dem Cerro Zorritas (4274 m), dem Cerro Bayo (4920 m), dem Cerro Aguas Calientes (5066 m) und dem Cerro de la Pena (5260 m).
Der Westen des Parks wird durch die relativ hohen Anden-Ebenen dominiert, die die Berge von Domeyko verlängern und von Bächen durchquert werden. Unter den Bachtälern können die Llullaillaco Quebrada, die Quebrada de Tocomar und die Quebrada de las Zorritas hervorgehoben werden – bei letzterer befindet sich die Station der Parkwächter. Die Bäche münden alle in den Salar de Punta Negra außerhalb der Grenzen des Parks. Im Südwesten sticht der Río Frío hervor, der von Süden nach Norden fließt; die Berge hier sind der Cerro Pastos Largos (4890 m), der Cerro Punta del Viento (4822 m) und der Cerro Guanaco (4150 m) der Cordillera Domeyko. Sie markieren die Westgrenze des Parks.

## Klima
Das Klima ist wüstenartig mit der Höhenlage und dem kalten Humboldtstrom geschuldeten Charakteristiken der Tundra. Der Humboldtstrom sorgt auch für die niedrigen Temperaturen.
Im Sommer erreichen bisweilen die Niederschläge von der anderen Seite der Kordillere das Gebiet, aber schon deutlich abgeschwächt, entsprechend der Zahl der Bergketten, die sie überqueren. Im Winter kann es Schneestürme geben ähnlich denen in der Antarktis. Davon abgesehen sind die atmosphärischen Bedingungen relativ stabil.
Oberhalb von 5700 m liegt die Zone ewigen Schnees.

## Geschichte
Vorspanische Hirten und Jäger nutzten das heutige Parkgebiet und errichteten ihre Wohnstätten in der Nähe der Wasserläufe. Hier legten sie ihre Kulturen an, weideten ihr Vieh und gingen auf die Jagd.
Das Siedlungsgebiet war auch das der Inka, die die hohen Gipfel der Anden verehrten und sie als religiöse Kultstätten nutzten. Ein Inkaweg durchquerte den unteren Bereich des Parks beim Río Frío, wo sich fünf archäologische Fundstätten befinden; man hat dort unter anderem prähispanische Trommeln gefunden. Die Quebrada de Tocomar ist ein weiterer Bereich, wo es archäologische Stätten gibt.
Fast auf dem Gipfel des Llullaillaco wurden die Überreste von drei durch die große Kälte mumifizierten Körpern der Inka gefunden.

## Flora
Im Park wurden 126 Spezies botanischer Flora registriert, von denen 21 endemisch sind.
Sie werden vor allem auf den Wiesen und Weiden der Almen gefunden. In der Quebrada de las Zorritas kann man Pilaya, Bailahuén, Verbenen und Tola beobachten; dagegen wachsen am Río Frío die Añawaya blanca und der Gewöhnliche Hornklee.

## Fauna
Trotz der schwierigen Lebensbedingungen im Park gibt eine vergleichsweise große Zahl an Arten, die über die Berge auf der Suche nach Wasser und Schatten ziehen.
Dicht bevölkert ist der Park von Guanakos (Lama guanicoe) und Vicuñas (Vicugna vicugna), er ist das einzige Gebiet, in dem sie zusammen leben. Unter anderen Säugetieren ist der Andenschakal (Pseudalopex culpaeus) zu beachten. Es gibt eine Reihe endemischer Vögel.